# Honobu Yonezawa
Honobu Yonezawa (米澤穂信 Yonezawa Honobu?, 1978) es un escritor japonés, más conocido por su serie de novelas de misterio para jóvenes, Kotenbu ("Club de literatura clásica").

## Biografía
Honobu Yonezawa nació en 1978, en la Prefectura de Gifu.
Yonezawa quiso ser escritor desde que tiene memoria. Cuando tenía once años, escribió una secuela de La Guerra de los Mundos de H. G. Wells, y durante el segundo año de escuela secundaria, empezó a escribir novelas originales. En su segundo año estudiando literatura en la Universidad de Kanazawa, empezó a publicar sus obras en su sitio web Hanmuden (汎夢殿) (el sitio fue temporalmente cerrado después de su debut oficial, y actualmente estas obras no están disponibles). Su obra temprana era de géneros diversos, pero tras leer 空飛ぶ馬 ("El caballo volador") y 六の宮の姫君 ("La princesa de Rokunomiya") de Kaoru Kitamura, el aún universitario Yonezawa quedó impactado, y decidió concentrarse en escribir misterio.
Después de graduarse de la universidad, Yonezawa convenció a sus padres de que le dieran dos años para intentar cumplir su sueño de escribir una novela. Consiguió un trabajo como empleado de una librería en Takayama mientras seguía escribiendo en su tiempo libre. En 2001, debutó oficialmente con la novela Hyōka (氷 菓), que recibió una mención de honor en los quintos Premios Kadokawa de novela escolar (角 川 学園 小説 大 賞), en la categoría de Horror/Misterio para jóvenes. Su decisión de enviar fue impulsada por la buena acogida que recibió Hyōka en su sitio web Hanmuden;  porque personalmente le pareció que la combinación de novela ligera y misterio tenía futuro, y porque no alcanzó a la fecha límite de otro premio. Hyōka se convirtió en la primera novela de una serie denominada Kotenbu (古典 部) ("Club de literatura clásica"), en ser distribuida por el recientemente establecido Sneaker Mystery Club dentro del sello Kadokawa Sneaker Bunko. Hyōka pronto fue seguida por Gusha no Endorōru (愚者 の エ ン ド ロ ー ル) en 2002.
Aun así, cuando Yonezawa había completado el borrador para el tercer libro de la serie Kotenbu, (que, según sus intenciones del momento, también sería el último) la editorial estaba deteniendo sus actividades debido a las cambiantes tendencias del mercado, por lo que no consiguió que se lo publicaran. A pesar de esto, Tokyo Sogensha se contactó con él y le preguntó en qué estaba trabajando, en parte gracias a las recomendaciones de los escritores Kiyoshi Kasai y Kazuki Sakuraba. Cuándo le explicó la situación a la editorial, le pidieron que les mostrará el borrador, y unos días después  pidieron los derechos para publicarlo. Después de que Kadokawa, Tokyo Sogensha y Yonezawa conversaran sobre el asunto, acordaron publicar la novela, y después de cambiar detalles como los personajes y el contexto, Sayonara Yōsei (さようなら妖精) fue publicada en 2004. Esta apareció en la revista Kono Mystery ga Sugoi! (このミステリーがすごい!) en 2005, ocupando el puesto número 20 en la categoría "doméstico".
En el mismo año, publicó Shunki Gentei Ichigo Taruto Jiken (春期限定いちごタルト事件), la primera novela de la serie Shōshimin (小市民).
Alrededor de la misma época, cambió su residencia de Gifu a Tōkyō. 
En 2008, cuándo Yonezawa publicó Hakanai Hitsuji tachi no Shukue (儚い羊たちの祝宴),  comenta que empezó a prestarle atención no solo a los acertijos presentes en sus obras, sino también a cómo llamar la atención de un público más amplio. Así que cuando publicó en 2010 Oreta Ryūkotsu (折れた竜骨), la cual incorporaba algunos elementos de fantasía a una historia de misterio convencional, está ganó al año siguiente el 64.o Premio de Escritores de Misterio de Japón.
En 2012, Kyoto Animation transmitió una adaptación al anime de Kotenbu bajo el nombre de la primera novela, Hyōka.
Desde 2013, ha hecho parte del comité de selección para ¡Misterios! Premio Novato del Año (ミステリーズ!新人賞).
En 2014, su libro de cuentos Mangan (満願) fue elegido como uno de los mejores libros de misterio en Mistery ga Yomitai!, (ミステリーが読みたい!), Shūkan Bunshun Mystery Best 10 (週刊文春ミステリーベスト10), y Kono Mistery ga Sugoi! Ocupó el primer puesto en los rankings de la categoría "doméstico" y se convirtió en el primer libro de la historia en aparecer simultáneamente en los rankings de tres publicaciones distintas. También ganó el 27.º Premio Yamamoto Shūgorō y el 151.º Premio Naoki.
En 2016,  fue elegido por la revista literaria Granta, en su edición en japonés, como uno de los Mejores Jóvenes Escritores Japoneses Granta.

## Premios y nominaciones
- Hyōka (O Hyouka) [literalmente Postre congelado] (Novela)
  - 2001 – El Premio de Estímulo en el 5.º Premio Kadokawa de Novela Escolar (Kadokawa Gakuen Shōsetsu Taishō) , en la categoría de Horror/Misterio para jóvenes
- "Kokoroatari no Aru Mono wa" [Literalmente: "Quienquiera que sepa"] (Cuento)
  - 2007 – Nominado para el Premio Escritores de Misterio de Japón, para Mejor Cuento[13]
- Inshite Miru [Literalmente: Intenta consentir] (Novela)
  - 2008 – Nominada para el Premio de Misterio Honkaku, para mejor novela[14]
- Tsuisō Godanshō [Literalmente: Cinco piezas cortas de reminiscencia] (Novela)
  - 2010 – Nominada para el Premio de Escritores de Misterio de Japón, para mejor novela[15]
  - 2010 – Nominada para Premio de Misterio Honkaku, para mejor novela[16]
- Oreta Ryūkotsu [Literalmente: Quilla rota] (Novela)
  - 2011 - Premio Escritores de Misterio de Japón, para mejor novela [17]
  - 2011 – El mejor Misterio Japonés del Año (Honkaku Mistery los mejores 10 de 2012)[18]
  - 2011 – Nominada para el Premio de Misterio Honkaku, para mejor novela[19]
  - 2011 – Nominada para el Premio Yamamoto Shūgorō [20]

### Hyōka (Kotenbu)
- Novelas
  - Hyōka (氷菓?), 2001
  - Gusha no Endorōru (愚者のエンドロール?), 2002
  - Kudoryafuka no Jumban (クドリャフカの順番?), 2005
  - Futari no Kyori no Gaisan (ふたりの距離の概算?), 2010
  - Imasara Tsubasa to Iwaretemo (いまさら翼といわれても?), 2016
- Libro de cuentos
  - Tōmawari Suru Hina (遠まわりする雛?), 2007
    - Yarubeki Koto nara Temijika ni (やるべきことなら手短に?)
    - Taizai o Okasu (大罪を犯す?)
    - Shōtai Mitari (正体見たり?)
    - Kokoroatari no Aru Mono wa (心あたりのある者は?)
    - Akimashite Omedetō (あきましておめでとう?)
    - Tezukuri Chokorēto Jiken (手作りチョコレート事件?)
    - Tōmawari Suru Hina (遠まわりする雛?)

### Shōshimin
- Shunki Gentei Ichigo Taruto Jiken (春期限定いちごタルト事件?), 2004
- Kaki Gentei Toropikaru Pafe Jiken (夏期限定トロピカルパフェ事件?), 2006
- Shūki Gentei Kuri Kinton Jiken (秋期限定栗きんとん事件?), 2009

### Novelas de misterio independientes
- Sayonara Yōsei (さよなら妖精?), 2004
- Inu wa Doko da (犬はどこだ?), 2005
- Botorunekku [Bottleneck] (ボトルネック?), 2006
- Inshite Miru (インシテミル?), 2007
- Hakanai Hitsuji tachi no Shukuen (儚い羊たちの祝宴?), 2008
- Tsuisō Godanshō (追想五断章?), 2009
- Oreta Ryūkotsu (折れた竜骨?), 2010
- Rikāshiburu [Recursible] (リカーシブル?), 2009

## Adaptaciones al cine
- The Incite Mill (2010, dirigida por Hideo Nakata) (basada en al novela Inshite Miru)